# Wilhelm Hagedorn (Kommunist)
Wilhelm Hagedorn (* 11. Juli 1894 in Rhinow; † 17. Juni 1953 in Rathenow) war ein deutscher Kommunist und Polizist der DDR.

## Leben
Wilhelm Hagedorn arbeitete als Melker, Transportarbeiter, Maler und Landarbeiter. Er war verheiratet mit Helene Hagedorn (1904–1968). 1920 trat er in die KPD ein und wurde Mitglied des Roten Frontkämpferbundes. Während der Zeit des Nationalsozialismus war er in einem Konzentrationslager eingesperrt und arbeitete nach der Entlassung als Hilfsarbeiter im Rathenower Hafen.
Nach 1945 war Hagedorn drei Jahre lang bei der politischen Leitung der Polizei angestellt. Danach ließ er sich aus Altersgründen aus der Polizei entlassen und wurde Leiter des Betriebsschutzes der HO-Läden in Rathenow.
Hagedorn hatte sich 1951 in einer Gaststätte damit gebrüstet, er habe an die 300 „Faschisten“ und „Agenten“ entlarvt und einsperren lassen. Das machte ihn in Rathenow verhasst und auch der Westberliner Rundfunksender RIAS hatte namentlich vor Wilhelm Hagedorn gewarnt.
So kam es beim Aufstand vom 17. Juni 1953 im Anschluss an die Demonstration in Rathenow dazu, dass Hagedorn von einigen Teilnehmern erkannt, gejagt und misshandelt wurde. Ein MfS-Angehöriger aus Rathenow meldete am 17. Juni um 23:15 Uhr an den Leiter des Operativstabs der Bezirksverwaltung Potsdam den Vorgang so:

„Tod des ehemaligen Angehörigen der Kriminalpolizei Wilhelm Hagedorn. Hagedorn befand sich nach Abschluß der Kundgebung in der Nähe des Karl-Marx-Platzes in Rathenow. Einige Demonstranten müssen Hagedorn aus seiner Tätigkeit bei der Kriminalpolizei wiedererkannt haben und pöbelten ihn an. Hagedorn flüchtete vor den Anpöbeleien der Demonstranten in Richtung Fehrbelliner Platz. Er wurde jedoch ergriffen und verprügelt. Trotzdem konnte er sich mit Hilfe einiger Genossen in einem Raum der Molkerei in Sicherheit bringen. Als Hagedorn in einem Krankenwagen aus der Molkerei gebracht werden sollte, machten die Demonstranten Anstalten, den Krankenwagen umzustürzen und bemächtigten sich seiner erneut. Sie schleppten ihn zum Schleusenkanal und warfen ihn in das Wasser. Als Hagedorn auftauchte, bekam er von 2 Jugendlichen mit dem Ruder einen Schlag auf den Kopf. Jetzt griff die inzwischen herbeigeholte Kriminalpolizei ein und Hagedorn wurde in Sicherheit gebracht. Bei der Kriminalpolizei machte Hagedorn noch Angaben zu den Personen, die ihn mißhandelt hatten. Wilhelm Hagedorn ist am 17.06.53 um 16.50 Uhr, nach seiner Einlieferung in das Krankenhaus, an einer Gehirnblutung verstorben. Umfangreiche Maßnahmen zur Ermittlung und Ergreifung der Täter sind bereits eingeleitet worden.“

Wilhelm Hagedorn bekam ein Staatsbegräbnis der DDR. Im folgenden Strafprozess wurde Franziska May zu 10 Jahren Zuchthaus wegen Anstiftung zum Mord verurteilt. Ihr Mann war im Juli 1945 nach Anzeige durch den Polizisten Hagedorn verhaftet worden, weil er SS-Unterscharführer gewesen war. Der Traktorist Werner Reinelt und der Arbeiter Horst Sieberling erhielten als die Hauptbeteiligten zuerst die Todesstrafe, die dann zu 15 Jahren Zuchthausstrafe geändert wurde.
1997 wurde der Grabstein von Wilhelm Hagedorn und seiner Ehefrau mit Zustimmung der Denkmalschutzbehörde vom Rathenower Friedhof entfernt und das Grab eingeebnet.